# Balance (álbum de Kim-Lian)
Balance es el álbum debut de la cantante neerlandesa Kim-Lian. Fue lanzado el 24 de mayo del 2004 en los Países Bajos. Kim-Lian dijo que el álbum sería "un álbum divertido pop/rock". Del álbum se desprendieron cuatro sencillos, siendo éstos "Teenage Superstar", "Hey Boy!", "Garden of Love" y la versión de Kim Wilde "Kids in America".

## Lista de canciones
| #   | Título              | Duración |
| --- | ------------------- | -------- |
| 1.  | "Teenage Superstar" | 3:09     |
| 2.  | "Olivia Oblivion"   | 3:21     |
| 3.  | "Garden of Love"    | 3:03     |
| 4.  | "Hey Boy!"          | 4:25     |
| 5.  | "Addicted"          | 2:54     |
| 6.  | "Whatever You Say"  | 3:07     |
| 7.  | "Sorry Girl"        | 3:22     |
| 8.  | "Big Girl"          | 3:39     |
| 9.  | "Forever"           | 2:50     |
| 10. | "Damn You"          | 3:31     |
| 11. | "Cyberpolice"       | 2:59     |
| 12. | "Tracy"             | 3:57     |
| 13. | "Kids in America"   | 3:32     |

## Listas
| Lista (2004)                           | Posición |
| -------------------------------------- | -------- |
| Dutch Mega Album Top 100               | 9        |
| Dutch Mega Album Top 100 Final del Año | 62       |

1	The Seventh Seal	
2	Can't Stop Lovin' You	
3	Don't Tell Me (What Love Can Do)	
4	Amsterdam	
5	Big Fat Money	
6	Strung Out	
7	Not Enough	
8	Aftershock	
9	Doin Time	
10	Baluchitherium	
11	Take Me Back (Deja Vú)	
12	Feelin'